# Carle Vernet

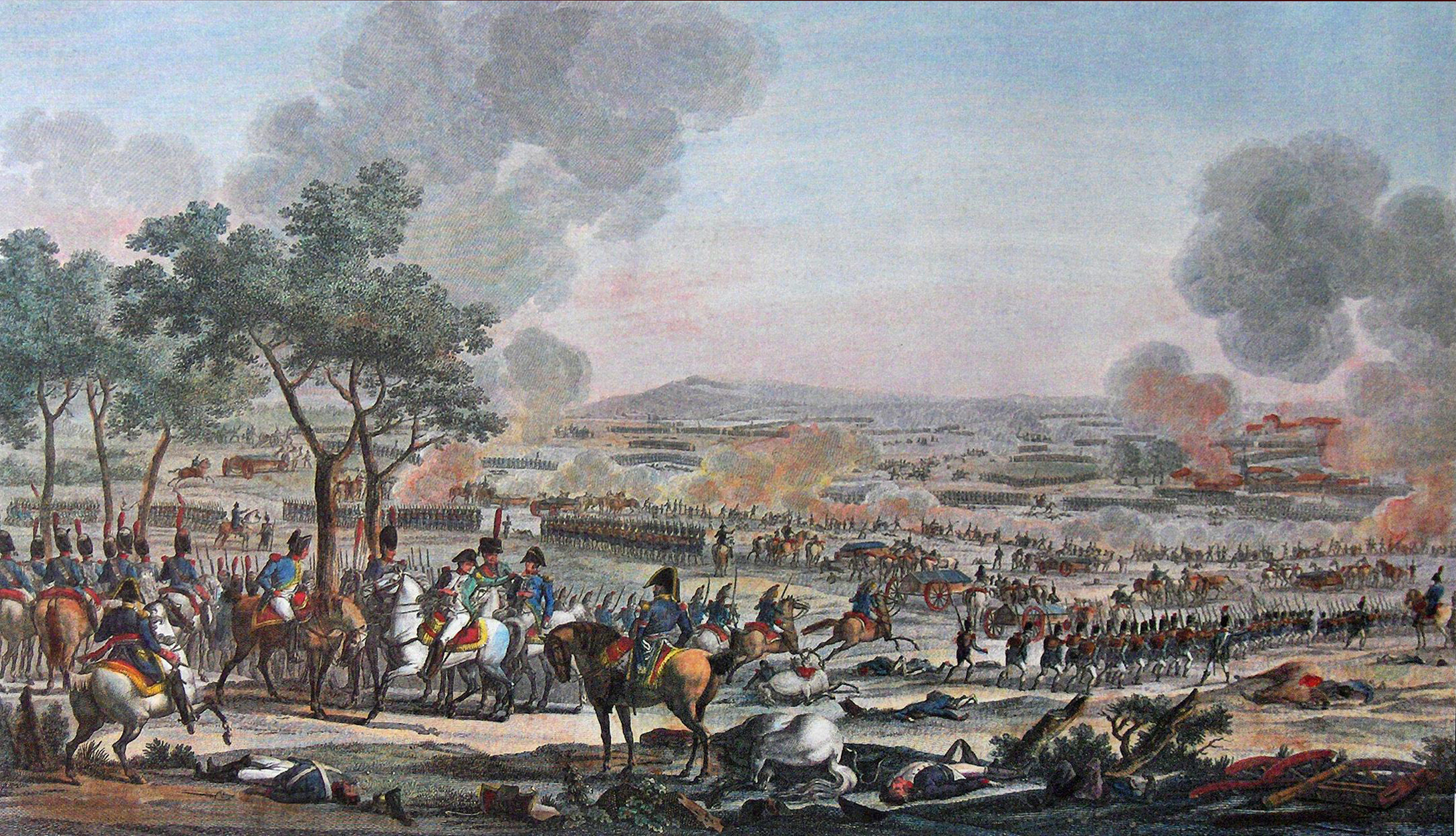
„Bătălia de la Wagram”; colorată de Carle Vernet și Jacques Swebach

Antoine Charles Horace Vernet alias Carle Vernet (n. 14 august 1758 – d. 17 noiembrie 1835) a fost un pictor francez, cel mai mic copil al lui Claude Joseph Vernet și tatăl lui Horace Vernet.
Născut în Bordeaux, a fost un elev al tatălui său și a lui Nicolas-Bernard Lépicié. După ce, în anul 1782 a obținut bursa Prix de Rome, tatăl său a trebuit să îl cheme de la Roma înapoi în Franța pentru a-l împiedica să devină călugăr.
Sora sa, Carle, a fost executată cu ghilotina în timpul revoluției franceze, lucru ce l-a determinat să renunțe la artă.
După ce a început din nou să picteze, în timpul Directoratului francez (1795–1799), stilul său s-a schimbat radical. A început să deseneze la detalii de minut bătălii și campanii pentru a-l glorifica pe Napoleon I. Desenele lui, precum „Bătălia de la Marengo”, înfățișând campania italiană a lui Napoleon, au câștigat prețuirea împăratului, fiind premiat cu Legiunea de onoare pentru opera „Dimineața de la Austerlitz”. De asemenea, Ludovic al XVIII-lea al Franței l-a premiat cu Ordinul Sfântul Mihail.
A decedat la Paris.